# Дудченко Костянтин Олександрович
Костянти́н Олекса́ндрович Ду́дченко (8 липня 1986, Мелітополь, УРСР) — український футболіст, нападник казахського «Акжайика». Відомий насамперед виступами у складі ярославського «Шинника», мелітопольського «Олкома» та низки інших клубів ближнього зарубіжжя.

## Життєпис
Костянтин Дудченко народився в Мелітополі в родині працівників моторного заводу. Першим тренером хлопця був Геннадій Митрофанов, згодом Дудченко тренувався під орудою Юрія Вишневського та Валерія Васильєва. У чемпіонаті ДЮФЛУ протягом 2008—2013 років захищав кольори футбольного клубу «Мелітополь».
20 серпня 2005 року дебютував на професійному рівні у матчі «Олкома» проти южноукраїнської «Енергії». Швидко став одним з лідерів клубу, незважаючи на досить невисоку, як для форварда, результативність. За декілька сезонів Дудченко почав виводити команду на поле з капітанською пов'язкою. Найуспішнішим для Костянтина видався сезон 2008/09 років. На початку сезону він нарешті роззабивався, а 13 вересня 2008 року в кубковому поєдинку проти київського «Динамо» привернув увагу скаутів столичного клубу. Вже 2 жовтня того ж року Дудченко підписав 5-річний контракт з «Динамо», однак до кінця осінньої частини сезони продовжив виступати за «Олком» на орендних засадах. У київському клубі справи у Дудченка пішли не найкращим чином — він провів всього 9 поєдинків за дублюючий склад «Динамо», відзначившись в них двома забитими м'ячами.
Було очевидно, що конкурувати з Шевченком, Мілевським та Кравцем Костянтин не зможе, тож він вирішив залишити «Динамо» та переїхати до Росії, де уклав угоду з футбольним клубом «Хімки». Дебютував на новому рівні Дудченко 28 березня 2010 року, у першому ж матчі відзначившись у воротах бєлгородського «Салюта». Незважаючи на те, що Костянтин провів у підмосковному клубі доволі непоганий сезон, ставши разом з Артуром Юсуповим найкращим бомбардиром команди, невдалі виступи «червоно-чорних» та звільнення головного тренера «Хімок» Євгена Бушманова призвели до того, що було розірвано угоди з низкою футболістів, серед яких опинився і Дудченко.
На початку 2011 року Дудченко перейшов до лав ярославського «Шинника», разом з яким у першому ж сезоні ледве не здобув право на підвищення у класі. Загалом у складі ярославців Дудченко провів три сезони, протягом яких був одним з основних гравців клубу, однак результативними діями вболівальників «Шинника» радував не часто.
У березні 2014 року український нападник перебрався до казахського «Іртиша», де протягом обох сезонів, проведених у клубі, був найкращим бомбардиром команди. Наприкінці лютого 2016 року Дудченко підписав контракт з костанайським «Тоболом», однак вже за півроку опинився у «Акжайику».